# Sphecodes rufithorax
Sphecodes rufithorax är en biart som beskrevs av Morawitz 1876. Sphecodes rufithorax ingår i släktet blodbin, och familjen vägbin. Inga underarter finns listade i Catalogue of Life.